# Arichanna lapsariata
Arichanna lapsariata là một loài bướm đêm trong họ Geometridae.